# Consejo de Italia
Der Consejo Supremo de Italia, kurz: Consejo de Italia, deutsch Rat für Italien, Italienischer Rat, war eine Einrichtung die die spanischen Könige bezüglich der Herrschaftsgebiete in Italien beraten und Entscheidungen des Königs vorbereiten sollte. Der Consejo waren aber auch eine Kollegialbehörde die selbständig Regierungs- und Verwaltungsaufgaben erledigte. Der Consejo de Italia wurde 1556 durch König Philipp II. von Spanien geschaffen und in mehreren Stufen bis 1559 aufgebaut.

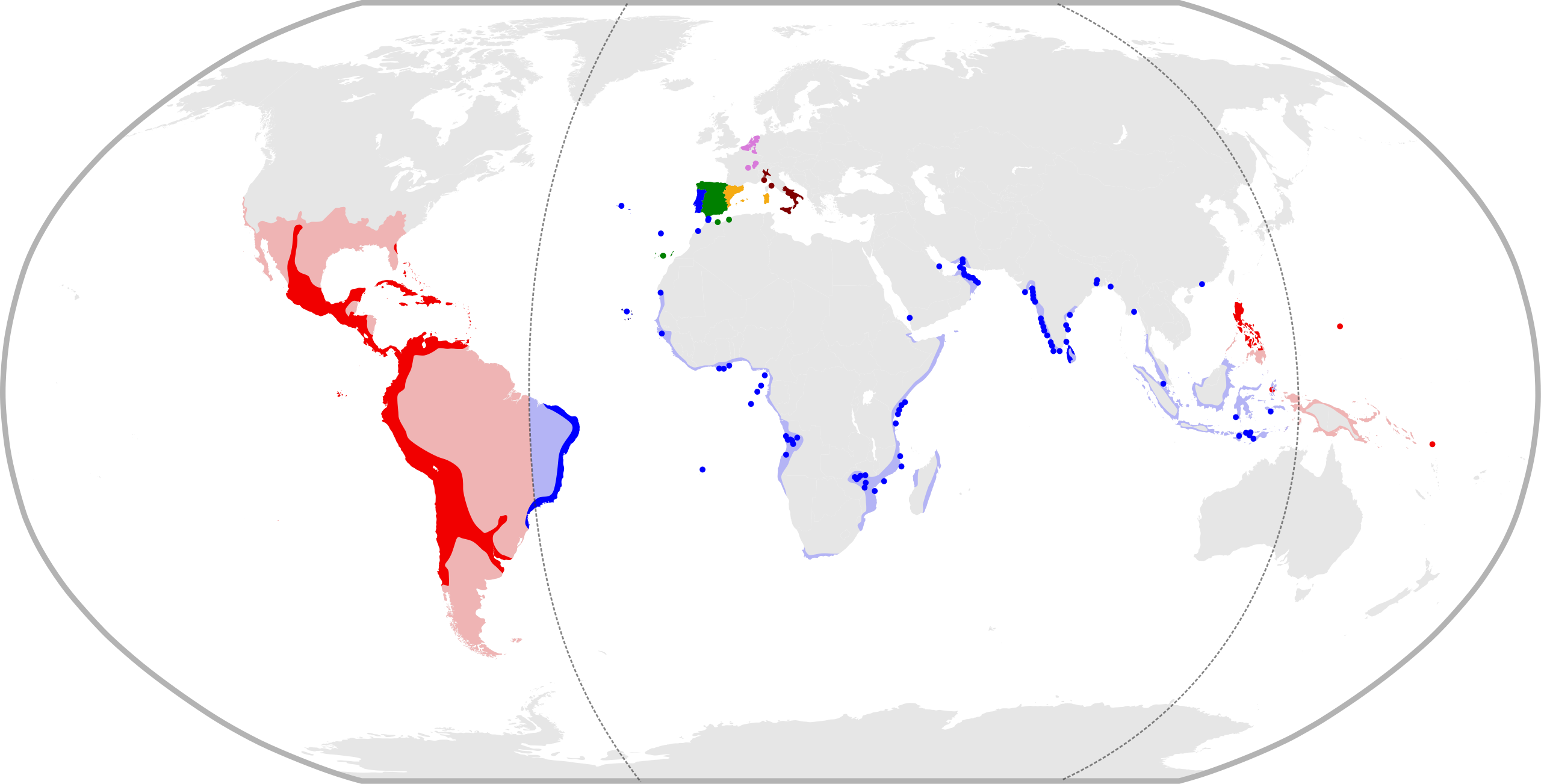
Das Imperium von Felipe II im Jahre 1598:
Zugewiesene Territorien Consejo de Castilla
Zugewiesene Territorien Consejo de Aragón
Zugewiesene Territorien Consejo de Portugal
Zugewiesene Territorien Consejo de Italia
Zugewiesene Territorien Consejo de Indias
Zugewiesene Territorien Consejo de Flandes

## Vorgängereinrichtungen
König Alfons III. von Aragón richtete von Fall zu Fall ein Beratergremium (Consejo Real) ein, das ihm zu den anstehenden Regierungsentscheidungen Vorschläge machte. Unter Peter IV. wurde das Consejo eine feste Einrichtung der königlichen Regierung. Er richtete auch eine Staatskanzlei (Cancillería real aragonesa) ein und machte ihren Leiter zum Vorsitzenden des Consejos. Durch den Königlichen Erlass vom 19. November 1494 vereinigte Ferdinand II. den Consejo Real der Krone von Aragón und die Cancillerías in einer Behörde die in erster Linie mit Juristen besetzt war. Dieser so entstandene Consejo de Aragón war einer der Consejos, die sich mit den jeweiligen Regierungsangelegenheiten der Katholischen Könige befassten, z. B. Consejo de Indias, Consejo de Castilla, Consejo de la Suprema y General Inquisición.
Nachdem Ferdinand wieder die Herrschaft über Neapel erlangt hatte, richtete er 1505 einen eigenen Consejo für Neapel ein. Eine Zuständigkeit des Consejos de Aragón lehnte er ab, da der Sieg über die französischen Truppen in Italien durch Mittel und Militärs errungen worden war, die aus Kastilien stammten. Die Mitglieder des neuen Consejos waren allerdings Juristen des Consejo de Aragon, so dass eine enge Beziehung zwischen den beiden Einrichtungen bestand. Nach seiner Rückkehr aus Italien löste Ferdinand den Consejo zwar nicht auf, aber er arbeitete unter dem Namen „Auditorio del Rey“ weiter. Im Laufe seiner Regierungszeit schränkte König Karl I. die Kompetenzen des Consejo de Aragon ein, sodass die Schwerpunkte der Arbeit des Consejos beim Rechtswesen und der Beratung des Königs und weniger in der direkten Verwaltung lagen.
Bezüglich Mailand ist als Vorgängerinstitution der Senat von Mailand anzusehen. Die Einrichtung war von Ludwig XII. von Frankreich gegründete worden um nach dem Modell des französischen Parlamentes Aufgaben der Rechtsprechung und Verwaltung zu vereinigen. Die anfangs 15 Mitglieder gehörten dem lombardischen Hochadel an. Durch Ersetzung eines Teils dieser Mitglieder und die Erweiterung der Anzahl durch Juristen verwandelte Karl V. den Senat in eine juristisch versierte Behörde um.

## Grund für die Schaffung des Consejo de Italia
Die Schaffung des Consejo de Italia durch Philipp II. geschah im Rahmen einer allgemeinen Umstrukturierung der Verwaltung der Herrschaftsgebiete die der König von seinem Vater übernommen hatte. Diese Herrschaftsgebiete waren nicht identische mit den Herrschaftsgebieten der Katholischen Könige, so dass ein Rückgriff auf alte Strukturen nicht sinnvoll war. Ein Grund für die Schaffung eines Consejos, der sich nur mit italienischen Angelegenheiten zu befassen hatte, waren Probleme, die im Consejo de Aragón bei der Berücksichtigung und dem Schutz der sehr unterschiedlichen örtlichen Vorrechte der Herrschaftsgebiete der Krone von Aragón aufgetreten waren.

## Zuständigkeit
Der Consejo de Italia war örtlich zuständig für „beide Sizilien“ also die Insel und das auf dem Festland liegende Königreich Neapel, so wie für das Herzogtum Mailand. Die Insel Sardinien, die heute zu Italien gehört, lag weiter im Wirkungsbereich des Consejo de Aragón. Die inhaltlichen Zuständigkeiten wechselten im Lauf der Zeit immer wieder. Grundsätzlich war der Consejo befasst mit allgemeinen Regierungsentscheidungen, der Rechtsprechung, der Wirtschaft, dem Besitz und den Finanzen der Krone und des Staates wie Zöllen und Zehnt und der Ernennung von Inhabern ziviler und militärischer Ämter.

## Zusammensetzung
Entsprechend der Aufgabe des Consejos, den König in Fragen des örtlichen Rechts, das zu der Zeit kaum als kodifiziertes Recht vorlag und den traditionellen Verfahrensweisen zu beraten, war der Consejo üblicherweise zur Hälfte mit Juristen aus den Herrschaftsgebieten zu denen beraten werden sollte besetzt. Der Consejo de Italia setzte sich also aus einem Vorsitzenden und je zwei Mitgliedern für Mailand, für Neapel und für Sizilien zusammen.

## Ende
Als der spanische (Gegen-)König Karl 1711 während des spanischen Erbfolgekrieges zum Kaiser gewählt wurde und nach Wien übersiedelte, folgten die ihm ergebenen Ratsmitglieder der Consejos de Flandres und de Italia mit nach Wien. Hier bildete er eine Exilregierung, den Consejo de España, durch Eingliederung des flandrischen in den italienischen Rat. Sie verwalteten die österreichischen Niederlande, Neapel, Sizilien und Mailand. Nach dem Rastatter Frieden 1714 löste Philipp V. seine Gegen-Consejos auf.
1736, nach dem Verlust Neaples und Siziliens im Polnischen Thronfolgekrieg, wurde der Flandische Rat als Hoher Rat der Niederlande wieder ausgegliedert. Der Niederländische und der nunmehr nur Italienische Rat wurden 1757 als Dipartimento d´Italia bzw. Département de Pays-Bas in die k.k. geheime Hof- und Staats-Canzley der auswärtigen, Niederländischen und Italiänischen Geschäfte eingegliedert.